# Screaming Bloody Murder (canción)
«Screaming Bloody Murder» es una canción de la banda de pop punk canadiense Sum 41, incluida en su quinto álbum de estudio, Screaming Bloody Murder (2011). La canción fue escrita por el vocalista y guitarrista rítmico del grupo, Deryck Whibley, y el guitarrista Tom Thacker. La producción de la misma estuvo a cargo de Whibley. Fue lanzada el 7 de febrero de 2011, aunque en un principio su lanzamiento estuvo programado para mediados del año 2010. «Panic Attack» fue el título original de la canción y había sido escrita por Thacker para el álbum Muertos Vivos (2007) de la banda Gob. Después de no incluirse en dicho álbum, esta se regrabó para el álbum de Sum 41. A pesar de ser el primer sencillo del álbum, la canción no tuvo video oficial.

## Lanzamiento
El 8 de enero de 2011, la banda anunció que lanzaría el primer sencillo de su quinto álbum de estudio, Screaming Bloody Murder. La canción homónima fue lanzada más tarde, el 7 de febrero de 2011 en Europa y el 8 de febrero en Estados Unidos, a través del sello discográfico Island Records. Fue solamente lanzada en formato digital a través iTunes y Amazon, sin intención de ser publicada en CD. «Screaming Bloody Murder» se estrenó mundialmente un mes antes de su lanzamiento oficial, el 13 de enero de 2011, en la estación de radio 89X, en Detroit. También fue estrenada horas más tarde en AOL Radio.

## Video musical
A principios de 2011, la banda comunicó que el video musical correspondiente a la canción sería filmado en Los Ángeles, California, antes de que empezaran su gira europea, en febrero de 2011. Más tarde, el ayudante de la banda y primo de Deryck Whibley, anunció que el sello discográfico, Island Records, no había aprobado el concepto e idea que la banda tenía para el video. Debido a dicho problema, no realizaron ningún video oficial para la canción. El 14 de febrero de 2011, la banda publicó un video no oficial de la canción en su cuenta de YouTube. Dicho video recopila escenas de la banda interpretando la canción en diferentes shows y festivales.

## Interpretaciones en directo

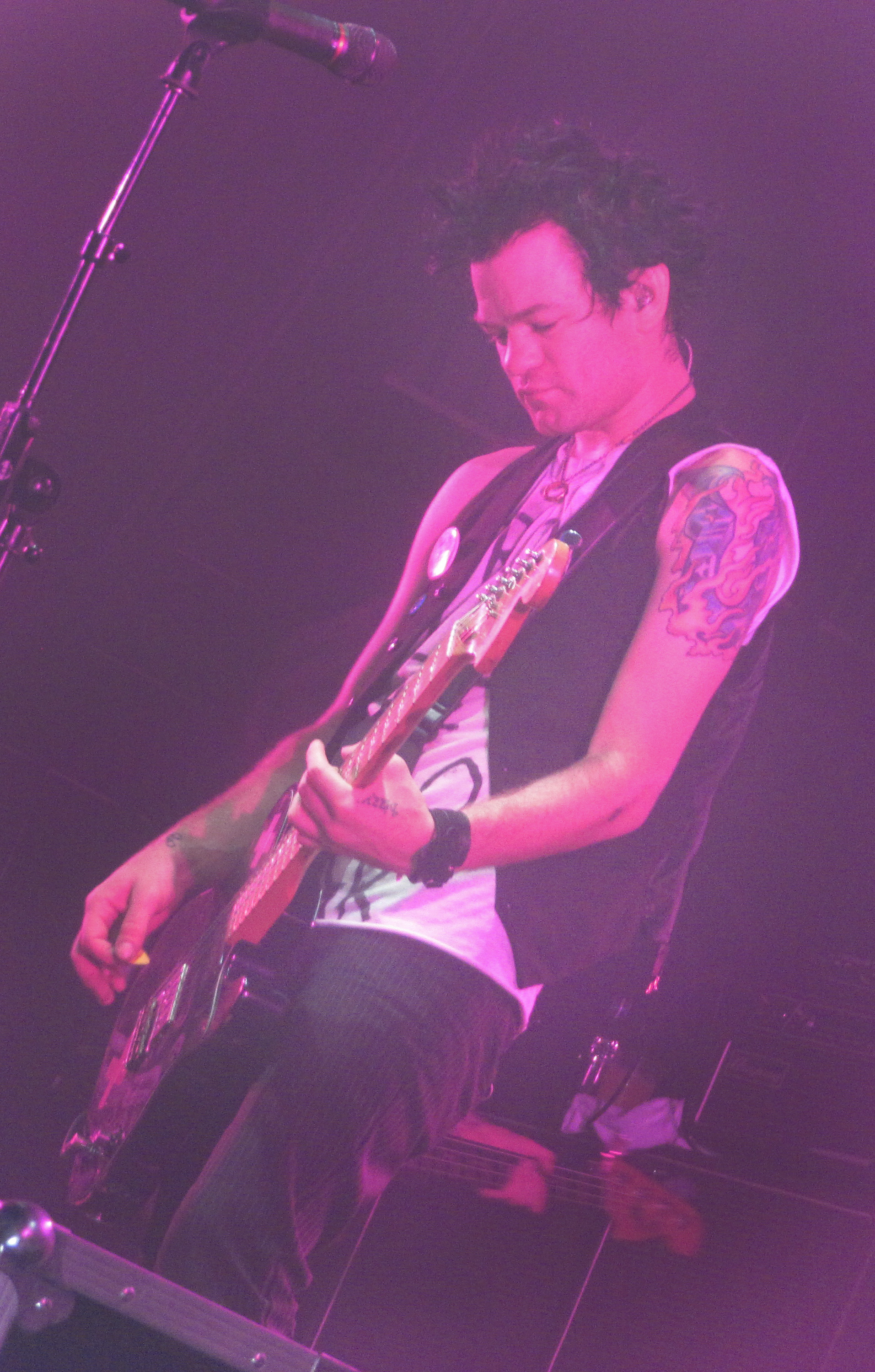
Actuación de Sum 41 en Moscú

El 4 de febrero de 2011, Sum 41 interpretó «Screaming Bloody Murder» por primera vez en la sala La Maroquinerie, ubicada en la ciudad de París, Francia. El 31 de marzo de 2011, la banda se presentó en el programa estadounidense Jimmy Kimmel Live!, en el que tocaron las canciones «Screaming Bloody Murder» y «Scumfuk», ambas pertenecientes a su quinto álbum de estudio. El sencillo también fue interpretado en el programa Lopez Tonight, el 14 de abril del mismo año.

## Formato
- Descarga digital[1]

| N.º | Título                    | Duración |  |
| 1.  | «Screaming Bloody Murder» | 3:26     |  |

## Posicionamiento en listas
| Canadá         | Canadian Hot 100  | 72 |
| Estados Unidos | Alternative Songs | 37 |
| Reino Unido    | UK Rock Chart     | 36 |